# Chion-in
Chion-in (jap. 知恩院)) – japoński buddyjski kompleks świątynno-klasztorny i siedziba sekty jōdo-shū, położony w dzielnicy Higashiyama w Kioto.
Założony w 1234 roku przez Genchiego, ucznia Hōnena, w miejscu gdzie znajdowała się jego pustelnia. Jego prochy złożono w mauzoleum na terenie świątyni, która obejmuje teren 43 akrów. 
Świątynia trzykrotnie paliła się w XIV i XV wieku. Ostatni raz rozbudowana w XVII wieku. W okresie od 1619 do 1867 opatami klasztoru byli książęta cesarscy.
Najważniejsze elementy kompleksu:
- główny pawilon Mieidō (skarb narodowy) z posągiem Hōnena (główny obiekt czci)
- brama Sanmon (największa w Japonii, skarb narodowy)
- pawilon Ōhōjō (skarb narodowy) z dwoma ogrodami i malowidłami szkoły Kanō
- pawilon Kohōjō (skarb narodowy) z malowidłami szkoły Kanō
- biblioteka Kyōyō zawierająca ponad 5600 XII-wiecznych woluminów buddyjskich z Chin